# Vasco de Quiroga
Vasco de Quiroga (1470/78 - 14 mars 1565) fut le premier évêque de Michoacán, au Mexique, et l'un des juges (oidores) de la deuxième Audiencia qui gouverna la Nouvelle Espagne du 10 janvier 1531 au 16 avril 1535.
Issu d'une formation d'avocat et de juge, il a été nommé juge dans la deuxième Audiencia après l'échec de la première. En tant qu'oídor, il s'est fortement intéressé au rétablissement de l'ordre dans la région du Michoacán, qui avait été ravagée par les rébellions et les troubles. Il a employé une stratégie de rassemblement des populations indigènes dans des villes-hôpitaux appelées Republicas de Indios (république d'indiens), organisées selon les principes dérivés de L'Utopie de Thomas More. Le but de cette politique était de rendre les populations indigènes dispersées plus faciles à contrôler et à leur enseigner les valeurs et les modes de vie chrétiens. Il a établi plusieurs hôpitaux de ce genre : Santa Fe de México près de la ville de Tacuba dans la vallée de Mexico, et Santa Fe de la Laguna près de Pátzcuaro, dans l'État de Michoacán, et Santa Fe del Rio près de La Piedad, également au Michoacan.
En raison de sa réputation de protecteur des Indiens, Vasco de Quiroga est vénéré comme un saint dans certaines communautés du Michoacán à ce jour.

## Contexte et vie en Europe
Vasco de Quiroga est né dans une famille noble à Madrigal de las Altas Torres, en Castille, en Espagne. Sa famille était d'origine galicienne. Son frère Álvaro est devenu le père de Gaspar de Quiroga y Vela, plus tard Cardinal de Tolède.. Traditionnellement son année de naissance a été donnée comme 1470, en raison d'une tradition qui dit qu'il avait 95 ans à son année de la mort. Les biographes récents préfèrent la date plus tardive, vers 1478, en raison des preuves de Quiroga de sa propre main qu'il avait 60 ans en 1538,,.
Quiroga a étudié le droit et plus tard la théologie. Il a étudié le droit canonique, probablement à Valladolid. Il a travaillé comme letrado - juriste royal dans le sud de l'Espagne et comme juge à Oran en Algérie entre 1520 et 1526. En Afrique du Nord, il a supervisé des cas de corruption et des conflits entre les habitants et les conquistadors espagnols. De retour d'Afrique, il est resté un certain temps à la cour royale, où des documents le détiennent en 1528. Il avait certainement des liens puissants comme une amitié avec Juan Bernal Díaz de Luco qui était membre du Conseil des Indes, et avec le cardinal de Tolède Juan Tavera. C'est probablement la raison pour laquelle on lui a offert un poste d'oídor (juge) dans la deuxième Audiencia de la Nouvelle-Espagne lorsque le Conseil des Indes a dû rejeter la première en 1530. Le président de cette deuxième Audiencia était Sebastián Ramírez de Fuenleal (en), et les autres membres étaient Quiroga, Juan de Salmerón (en), Alonso de Maldonado (en) et Francisco Ceinos. Ils ont commencé à gouverner à Mexico en 1531.

## En tant que membre de l'Audiencia
Quiroga a fondé le village-hôpital de Santa Fe à Mexico, avec son propre argent. C'était sa première tentative de construire une utopie sur le modèle de Sir Thomas More. Il a converti de nombreux indigènes au christianisme. Il a siégé au tribunal qui a ordonné que le président de la première Audiencia, Nuño Beltrán de Guzmán, soit renvoyé en Espagne enchaîné. Quiroga et les autres oidores de la deuxième Audiencia ont également conduit le procès de Juan Ortiz de Matienzo (en) et Diego Delgadillo (en), oídores de la première Audiencia.
Lorsque les Indiens chichimèques du Michoacán nouvellement conquis se rebellèrent en 1533, Quiroga fut envoyé dans cette province comme visitador (inspecteur). Pendant sa période comme oídor Vasco de Quiroga a été influencé par « L'Utopie » de Thomas More récemment publiée (1516), il a probablement lu l'exemplaire appartenant à l'évêque Juan de Zumárraga, maintenant conservé à la bibliothèque de l'Université du Texas à Austin
En 1535, la deuxième Audiencia cède ses pouvoirs au premier vice-roi de la Nouvelle-Espagne, Antonio de Mendoza.

## Información en Derecho

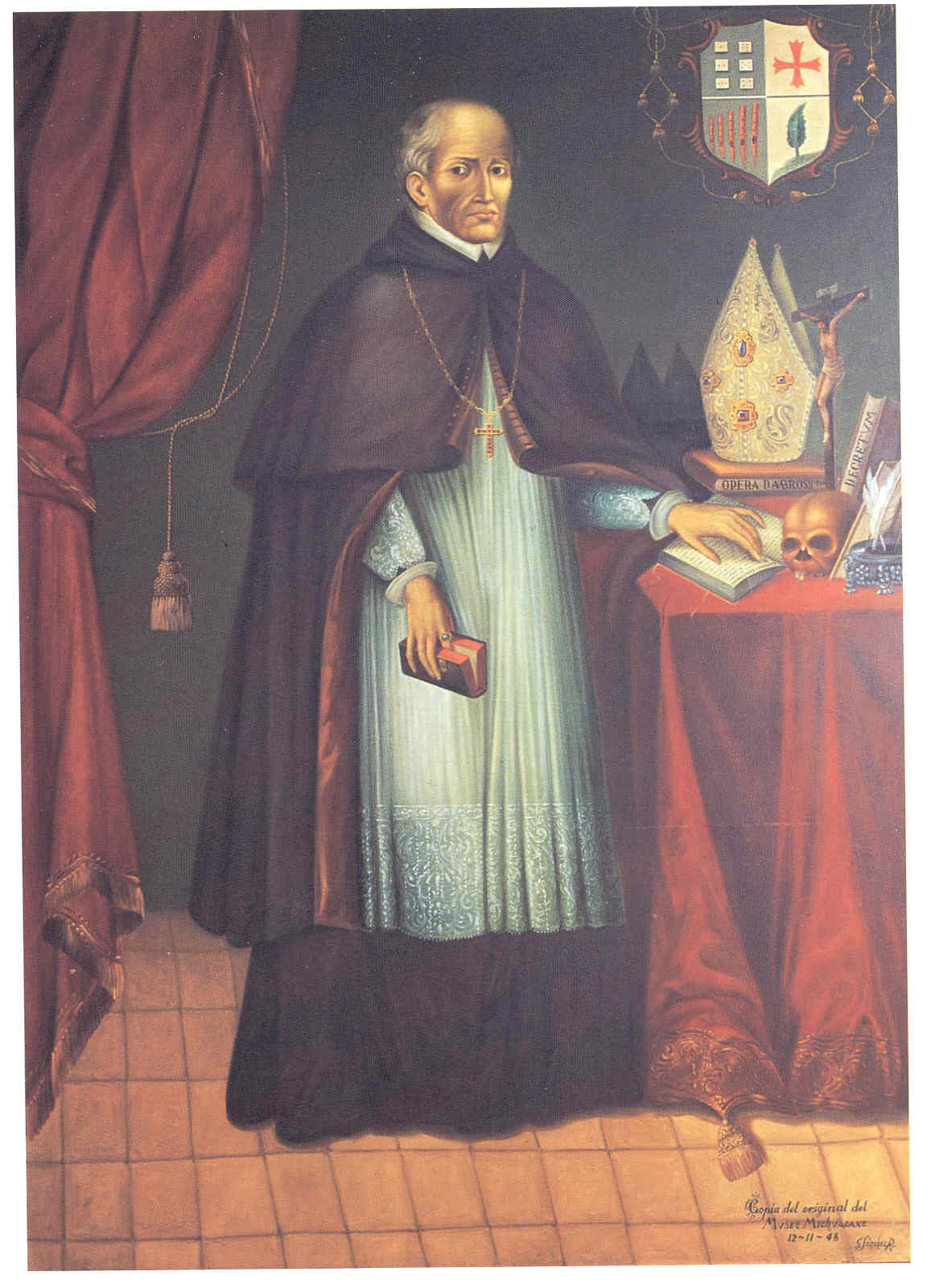
Vasco de Quiroga (vers 1470–1565)

« Información en Derecho » est le plus long texte de la main de Vasco de Quiroga dont nous ayons connaissance ; il est daté du Mexique de juillet 1535. Il s'agissait en partie d'une réponse à l'annulation par la Couronne d'une interdiction antérieure de l'asservissement de la population autochtone. Il contient une analyse détaillée des questions juridiques et éthiques concernant l'esclavage dans les Amériques et comprend une recommandation d'une nouvelle politique à l'égard des Indiens fondée sur le modèle exposé dans l'Utopie de Thomas More.
Depuis 1530, la deuxième audiencia avait travaillé conformément à un décret royal de 1530 interdisant toute nouvelle réduction en esclavage des Indiens, qui n'avait été autorisée auparavant que pendant la guerre ou en achetant des Indiens qui étaient déjà esclaves. En 1534, la Couronne a répondu aux appels des colons qui soutenaient qu'ils avaient besoin du travail forcé pour continuer à faire des profits en abrogeant cette loi et en légalisant à nouveau une forme limitée d'esclavage. L'argument avancé était que les Indiens devenaient récemment indisciplinés, qu'il n'y avait plus de causes à la « guerre juste » et que les Indiens déjà asservis bénéficieraient d'avoir des maîtres chrétiens plutôt que des Indiens.
Dans Información en Derecho, l'avocat Vasco de Quiroga a présenté un argument juridique complexe pour réfuter le raisonnement qui sous-tend ce décret royal. La lettre était probablement adressée à son ami Bernal Diaz de Luco, membre du Conseil des Indes. Il soutenait que les Indiens n'avaient pas d'esclavage au sens européen du terme et qu'il n'y avait donc pas de classe d'Indiens déjà réduits en esclavage qui pouvaient être achetés par des Espagnols, et que c'était donc injuste de permettre cela.
Il a fait valoir que la bonne façon d'éviter les problèmes avec les indigènes indisciplinés était de les rassembler en congrégations où ils pourraient être mieux contrôlés et administrés, et endoctrinés dans la foi chrétienne et un mode de vie espagnol. Il a proposé que ce système de congrégations soit basé sur les principes d'organisation énoncés dans l'Utopie de Thomas More.
Comme dans l'utopie de More, l'unité sociale de base serait la famille dirigée par le père de famille correspondant au « Paterfamilias » de More. Toutes les trente familles seraient supervisées par un « jurado » correspondant au bureau de More de « Syphogrant ». Au-dessus de dix jurés serait un régisseur, correspondant au bureau de More de « tranibore » ou de « philarque ». Au sommet de la hiérarchie, il y aurait deux « alcaldes ordinarios » et un « tacatecle » correspondant au prince utopiste. Tous ces postes devaient être occupés par des autochtones. La plus haute fonction de la ville, celle de « corregidor », serait tenue par un Espagnol, nommé par l'audiencia.
Accompagnant l'Información en Derecho, Quiroga a également envoyé sa propre traduction en espagnol de L'Utopie de More (écrite en latin), mais ce document a été perdu.

## En tant qu'évêque de Michoacán
En 1536 Quiroga fut nommé premier évêque du nouveau diocèse de Michoacán. Il fut nommé par le Président de la deuxième Audiencia, l'évêque de Santo Domingo, Sebastián Ramírez Fuenleal, après que le premier candidat Fray Luis de Fuensalida eut refusé cet honneur. L'Empereur et le Pape approuvèrent la nomination et en 1537 elle fut officialisée ; en 1538 il prit ses fonctions. Il resta au Michoacán comme pasteur et protecteur des Indiens pour la plus grande partie du reste de sa vie,.
En tant qu'évêque, il transféra le siège de l'évêché de Tzintzuntzán à Pátzcuaro où il fonda la cathédrale et le séminaire de San Nicolas. Il travailla pour rassembler les Indiens dans de grandes villes près du lac de Pátzcuaro, au centre du territoire des Purépechas, récemment ravagé par Beltrán de Guzmán. Utilisant L'Utopie de Thomas More comme modèle, les Indiens devaient y apprendre la religion, l'artisanat et les principes fondamentaux de l'autonomie gouvernementale. Chaque ville devait devenir le centre d'une industrie. Chaque personne travaillait six heures par jour et contribuait sur un pied d'égalité au bien-être commun. Il s'est peu à peu rendu compte de la nécessité de limiter la portée de ses plans, qu'il espérait appliquer à l'ensemble de la colonie, à la plus petite zone sur laquelle il avait juridiction, en partie parce que ses fonds personnels n'étaient pas illimités.
Les efforts de Mgr Quiroga ont été couronnés de succès, et on disait qu'il était très aimé des membres de son troupeau. Ils l'appelaient « Tata Vasco » (oncle Vasco).
Charles Quint avait interdit l'esclavage des sujets conquis, mais en 1534 il révoqua cette interdiction, au moins dans la mesure où elle permettait l'esclavage des indigènes capturés dans une « guerre juste ». Quand Quiroga s'en rendit compte, il écrivit à Charles sa célèbre Información en Derecho (1535), dans laquelle il condamnait fermement les encomiendas, disant qu'ils n'acceptaient pas les indigènes comme des hommes, mais seulement comme des bêtes.
En 1545, Quiroga partit pour l'Espagne afin d'assister au Concile de Trente, mais son navire fut endommagé et il fut forcé de retourner en Nouvelle-Espagne. Il est reparti en 1547 et a assisté à quelques sessions du Conseil. Il a emmené plusieurs Indiens avec lui et les a présentés à la Cour. Pendant son séjour en Espagne, l'empereur et le Conseil des Indes l'ont souvent invité à donner des conseils sur les questions coloniales.
Il est retourné en Nouvelle-Espagne en 1554. Lors de son escale à Saint-Domingue, il a obtenu des plants de bananiers qu'il a introduits au Michoacán. En 1555, il participa au premier conseil provincial de l'Église.
Il mourut à la mi-mars 1565, à l'âge de 90 ans. La tradition veut qu'il était alors en visite pastorale à Uruapan, mais des sources soutiennent qu'il était plutôt dans la ville de Pátzcuaro. Il légua ses hôpitaux aux soins et à la protection du recteur du collège de San Niclas. Son corps est enterré dans la basilique de Pátzcuaro.

## Dernières volontés
Le testament de Vasco de Quiroga date du 24 janvier 1565, soit deux mois avant sa mort. Quiroga y exposa sa volonté pour le fonctionnement futur des institutions qu'il avait créées, parmi lesquelles le Colegio de San Nicolas. Le testament établit que les descendants des Indiens de Pátzcuaro qui avaient participé à la construction du Colegio devaient y recevoir une éducation gratuite. Il a également pris des dispositions pour la dépense future des bénéfices de ses villages-hôpitaux : certains seront investis dans la messe mensuelle en commémoration de ses parents, et d'autres seront utilisés pour les salaires des gardiens des villages et les recteurs et frères du Colegio. Ses 626 livres sont légués au Colegio de San Nicolas. Il a également déclaré que tous les esclaves en sa possession devaient être libérés à sa mort.

## Héritage
Les compétences qu'il a implantées chez les Purépechas de la région de Pátzcuaro ont été transmises à leurs descendants, qui sont aujourd'hui considérés comme les artisans les plus qualifiés du Mexique. Tata Vasco a formé ses élèves dans diverses disciplines. Sa méthode de spécialisation par communauté se poursuit encore aujourd'hui : Paracho de Verduzco produit des guitares, de la poterie à Tzintzuntzán, des produits en cuivre Santa Clara et de la laine tissée à Nurío.
Il y a une université qui porte son nom à Morelia, dans l'État de Michoacán. Miguel Bernal Jiménez (en) a écrit un opéra, Tata Vasco, pour célébrer son quatrième centenaire. Il a été créé à Pátzcuaro en février 1941.
Il est crédité comme le fondateur de la ville d'Irapuato, au Mexique.